# Janne Vilkuna
Janne Tapio Vilkuna, född 8 augusti 1954 i Helsingfors, är en finländsk museiman. Han är son till etnologen Asko Vilkuna.
Vilkuna blev filosofie doktor 1992. Han var 1980–1982 landskapssekreterare vid Mellersta Finlands museum och dess intendent 1983–1989. Han var 1983–1989 lärare i museologi vid Jyväskylä universitet, 1989–1997 överassistent, 1996–1999 tidsbunden biträdande professor; och 1999-2022 professor i museologi, och därmed innehavare av den första lärostolen i ämnet i Finland.
Vilkuna har skrivit om förhistorien i åtskilliga lokalhistoriker och författat bland annat boken 75 vuotta museoiden hyväksi: Suomen museoliitto 1923-98 (1998). Mellan 2013 och 2025 var han ordförande i Finlands Hembygdsförbund.  År 2013 utnämndes han till ledamot av Finska Vetenskapsakademien.